# Saetigerocreagris phyllisae
Espèce
Synonymes
- Microcreagris phyllisae Chamberlin, 1930

Saetigerocreagris phyllisae est une espèce de pseudoscorpions de la famille des Neobisiidae.

## Distribution
Cette espèce est endémique de Californie aux États-Unis. Elle se rencontre dans les comtés de San Diego et de Los Angeles.

## Description
Le mâle décrit par Chamberlin en 1962 mesure 3,18 mm

## Systématique et taxinomie
Cette espèce a été décrite sous le protonyme Microcreagris phyllisae par Chamberlin en 1930. Elle est placée dans le genre Saetigerocreagris par Ćurčić en 1984.

## Publication originale
- Chamberlin, 1930 : A synoptic classification of the false scorpions or chela-spinners, with a report on a cosmopolitan collection of the same. Part II. The Diplosphyronida (Arachnida-Chelonethida). Annals and Magazine of Natural History, sér. 10, vol. 5, p. 1-48 & 585-620.